# 罗哈斯大道
罗哈斯大道（Roxas Boulevard）是菲律宾马尼拉大都会的一条海滨大道，沿着马尼拉湾海岸，以落日和椰子树著称。这条大道是菲律宾旅游的品牌，以游艇俱乐部、酒店、餐厅、商业大楼和公园。最初称为“甲米地大道”（Cavite Boulevard） 它被命名为“杜威大道”（Dewey Boulevard），以纪念在1898年马尼拉湾战役中击败西班牙海军的美国海军上将乔治·杜威。1941年底，日本占领时期，这条大道再次更名为“Heiwa 大道”。1960年代又更名为罗哈斯大道，以纪念菲律宾共和国第五任总统曼努埃尔·罗哈斯。 
罗哈斯大道也是一个八车道公路干线，连接马尼拉市中心、帕赛市和帕拉纳克市。这条弧形大道呈南北走向，北起马尼拉的黎刹公园，南到帕拉纳克的阿基诺国际机场路路口，接马尼拉-甲米地高速公路。

## 历史

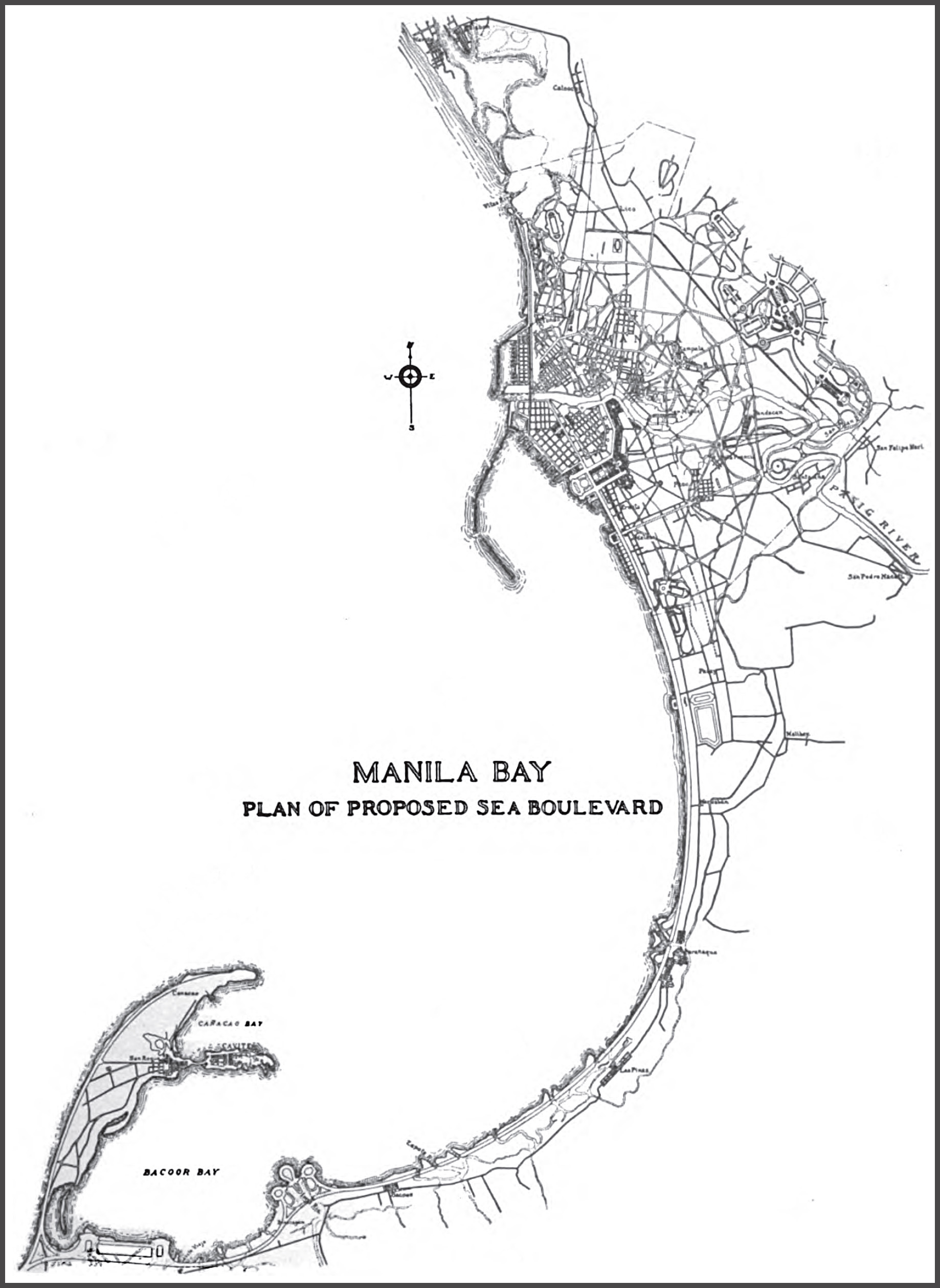
丹尼尔·伯纳姆的罗哈斯大道规划，从马尼拉到甲米地

甲米地大道是建筑师丹尼尔·伯纳姆的马尼拉城市美化计划的一部分。应威廉·卡梅隆·福布斯之邀，伯纳姆在1905年来访，在菲律宾的马尼拉和碧瑶市的城市规划中推动当时流行于美国的城市美化运动。

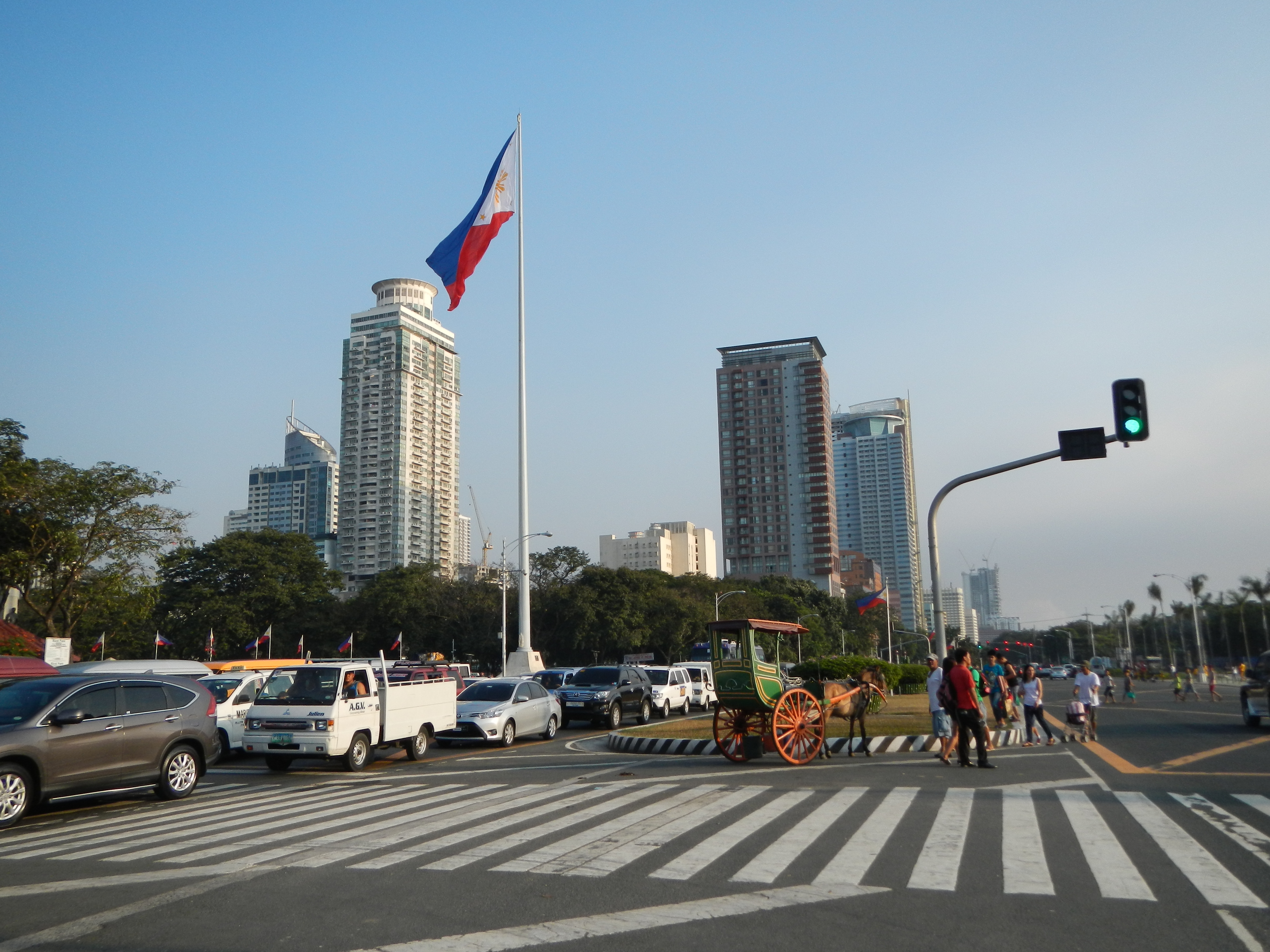
罗哈斯大道北端的黎刹公园

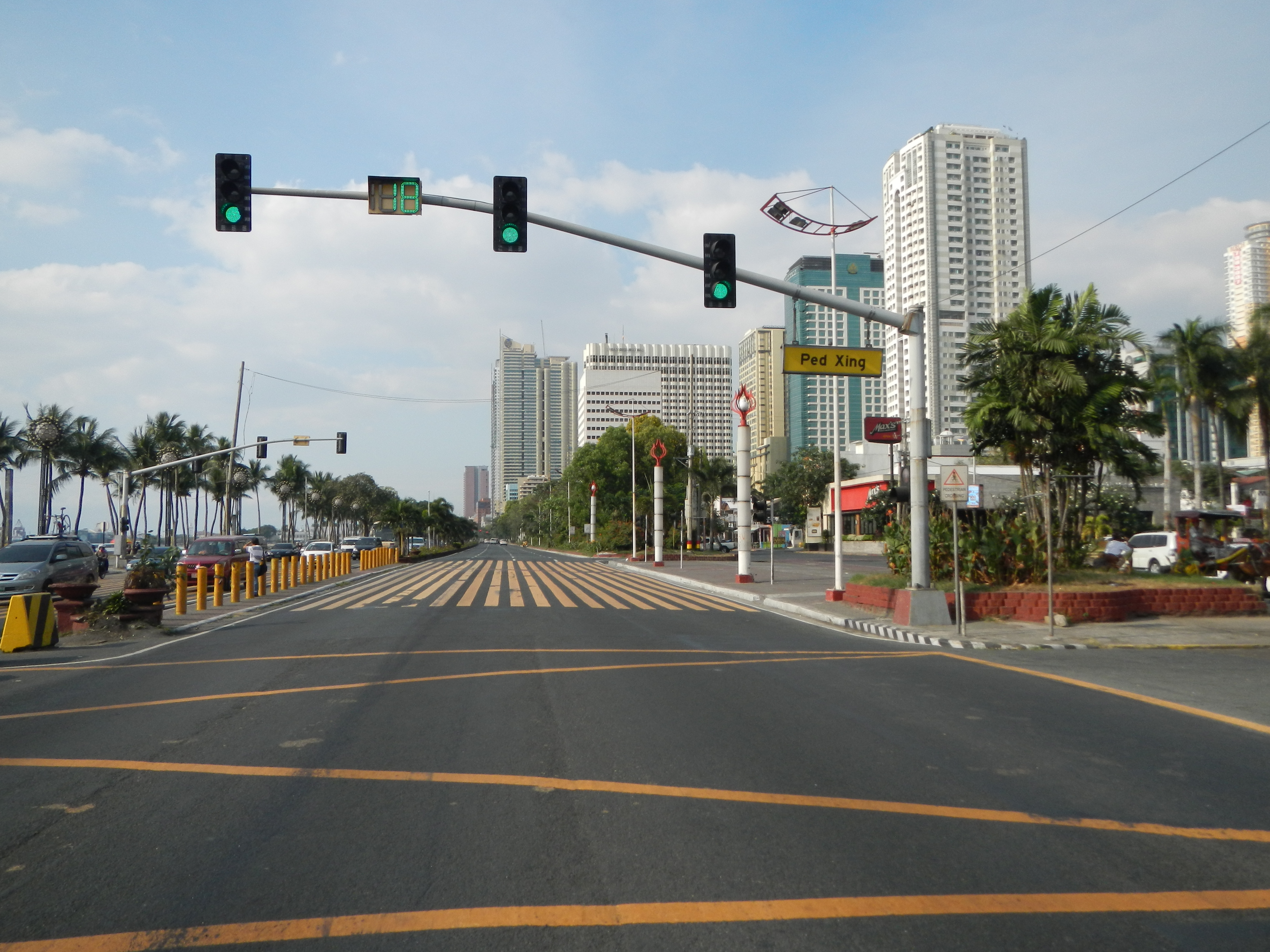

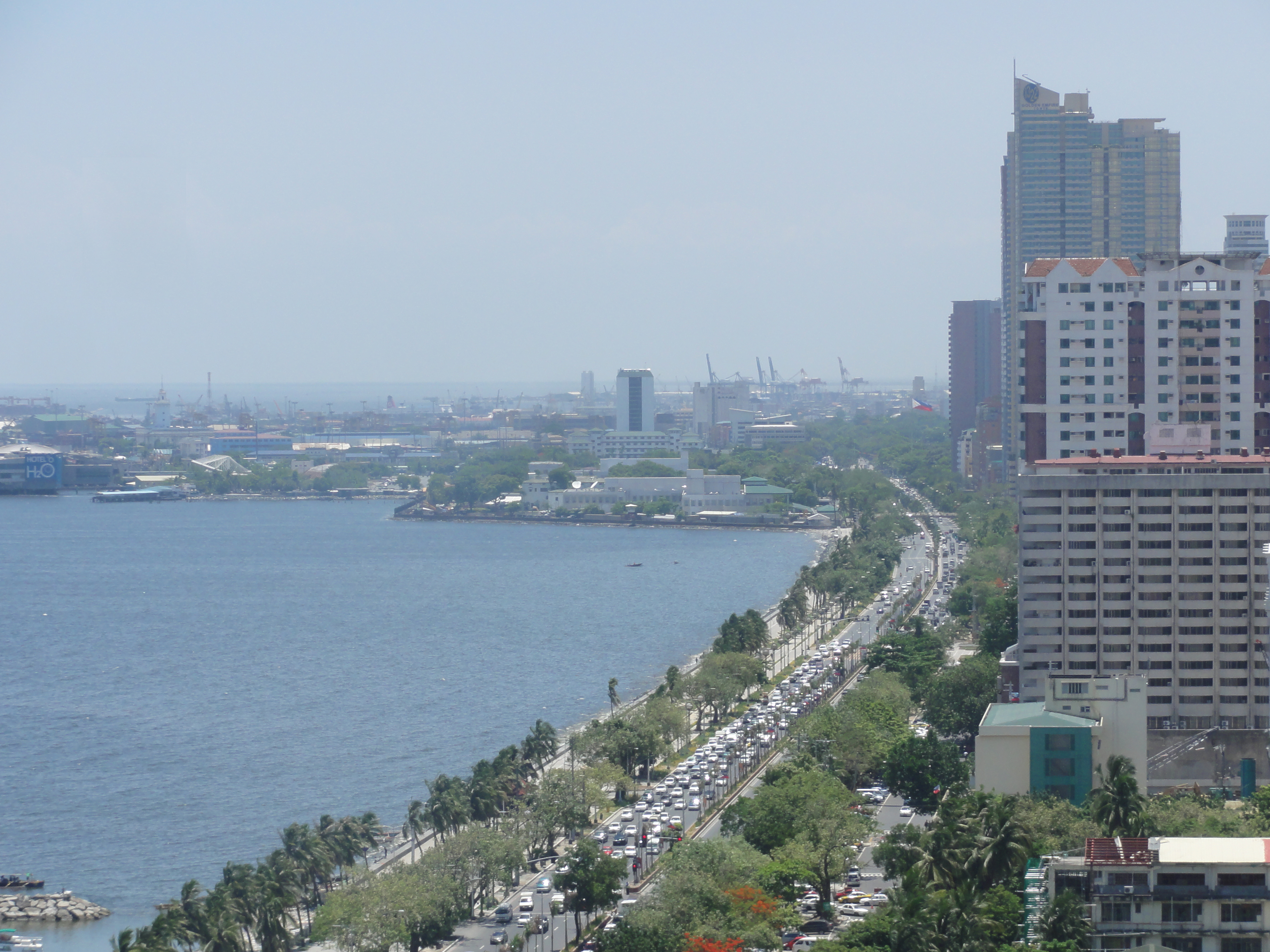
罗哈斯大道 沿着马尼拉湾